# Об'ємна оптична пам'ять
Об'ємне оптичне зберігання даних — це будь-яка форма оптичного зберігання даних, в якій інформацію можна записувати чи читати з тривимірною роздільною здатністю (на відміну від двовимірної роздільної здатності, яку надає, наприклад, CD).
Ця інновація має потенціал забезпечити масове зберігання на рівні петабайт на дисках DVD (120мм). Запис і читання даних досягаються фокусуванням лазерів у середовищі. Однак через об'ємну природу структури даних, лазерне світло має проходити через інші точки даних, перш ніж воно досягне точки, де виконується читання або запис. Тому необхідна певна нелінійність для того, щоб ці інші точки даних не заважали адресації потрібної точки.
Жоден комерційний продукт на основі 3D-оптичного зберігання даних поки що не надійшов на масовий ринок, хоча кілька компаній активно розвивають технологію і стверджують, що вона може стати доступною «незабаром».

## Огляд
Поточні оптичні носії інформації, такі як компакт-диск та DVD, зберігають дані у вигляді серії відбивних позначок на внутрішній поверхні диска. Щоб збільшити обсяг даних, на дисках можна створювати два або навіть більше цих шарів даних, але їхня кількість дуже обмежена, оскільки промінь адресного лазера взаємодіє з кожним шаром, який він проходить на шляху до і від адресованого шару. Ці взаємодії викликають шум, що обмежує технологію приблизно 10 шарами. 3D-оптичні методи зберігання даних обходять цю проблему, використовуючи методи адресації, коли лише спеціально адресований воксель (об'ємний піксель) суттєво взаємодіє з адресним світлом. Це обов'язково включає нелінійні методи зчитування та запису даних, зокрема нелінійну оптику.
Об'ємне оптичне зберігання даних пов'язане (і конкурує з) голографічним зберіганням даних. Традиційні приклади голографічного зберігання не стосуються третього виміру і тому не є строго «об'ємними», але останнім часом об'ємне голографічне зберігання реалізовано за допомогою мікроголограм. Багатошарова технологія вибору шару (де багатошаровий диск має шари, які можна активувати індивідуально, наприклад електричним шляхом) також тісно пов'язані.
Наприклад, система об'ємного оптичного зберігання даних може використовувати диск, схожий на прозорий DVD. Диск містить багато шарів інформації, кожен на різній глибині носія, і кожен складається з DVD-подібної спіральної доріжки. Для запису інформації на диск лазер фокусується на певній глибині носія, яка відповідає певному інформаційному шару. Коли лазер увімкнений, він викликає фотохімічну зміну середовища. Коли диск крутиться і головка читання/запису рухається по радіусу, шар записується так само, як записується DVD-R. Глибина фокусування може бути змінена та записаний зовсім інший рівень інформації. Відстань між шарами може становити від 5 до 100мкм, що дозволяє зберігати більше ніж 100 шарів інформації на одному диску.
Для зчитування даних (у цьому прикладі) використовується аналогічна процедура, тільки замість того, щоб викликати фотохімічну зміну носія лазер викликає флуоресценцію. Це досягається, наприклад, за допомогою меншої потужності або іншої довжини хвилі лазера. Інтенсивність або довжина хвилі флуоресценції відрізняється залежно від того, що було записано на носій у цій точці, завдяки чому, вимірюючи випромінене світло, дані зчитуються.
Розміри окремих хромофорних молекул або фотоактивних колірних центрів значно менші за розмір плями фокусування лазера (який визначається межею дифракції). Отже, світло потрапляє на велику кількість (можливо, навіть 109) молекул у будь-який час, тому середовище виступає як однорідна маса, а не матриця, структурована положенням хромофорів.

## Історія
Витоки напрямку сягають 1950-х років, коли Єгуда Хіршберг розробив фотохромні спіропірани та запропонував використовувати їх для зберігання даних. У 1970-х Валерій Барачевський продемонстрував що цей фотохромізм може бути викликаний двофотонним збудженням, і, нарешті, наприкінці 1980-х Петер Ренцепіс показав, що це дозволяє реалізувати тривимірне зберігання даних. Більшість розроблених систем певною мірою базуються на оригінальних ідеях Ренцепіса. Досліджено широкий спектр фізичних явищ для зчитування та запису даних, розроблено та оцінено велику кількість хімічних систем для середовища, проведено велику роботу щодо вирішення проблем, пов'язаних з оптичними системами, необхідними для читання та запису даних. В даний час[коли?] кілька груп продовжують працювати над рішеннями різного рівня розвитку та зацікавленості у комерціалізації[джерело?].

## Процеси записування даних
Запис даних в об'ємному оптичному носії інформації вимагає, щоб у середовищі відбулася зміна після збудження. Ця зміна, як правило, є певною фотохімічною реакцією, хоча існують й інші можливості. Хімічні реакції, які були досліджені, включають фотоізомеризацію, фотокомпозиції та фотознебарвлення та ініціацію полімеризації. Найбільш дослідженими були фотохромні з'єднання, які включають азобензен, спіропірани, стильбени, фульгіди і діарилетени. Якщо фотохімічна зміна є оборотною, то, в принципі, можна досягти перезаписуваного зберігання даних. Також технічно здійсненне багаторівневе записування, де дані записуються у «градаціях сірого», а не як «увімкнено» та «вимкнено».

### Записування нерезонансним багатофотонним поглинанням
Хоча існує багато нелінійних оптичних явищ, лише багатофотонне поглинання здатне вводити в носій значну енергію, необхідну для збудження електронів у молекулах і здатну викликати хімічні реакції. Двофотонне поглинання на сьогодні[коли?] є найсильнішим багатофотонним поглинанням, але все-таки це дуже слабке явище, що призводить до низької чутливості носія. Тому багато досліджень спрямовано на забезпечення хромофорів з високими двофотонними поперечними перерізами поглинання.
Записування двофотонним поглинанням досягається фокусуванням лазерного променя в точці, де має відбутися процес фотохімічного запису. Довжину хвилі записувального лазера вибрано такою, що він нелінійно поглинається середовищем і тому не взаємодіє з середовищем, крім як у фокусі. У фокусі двофотонне поглинання стає значним, тому що це нелінійний процес, який залежить від квадрата флюенса лазера.
Запис двофотонним поглинанням також можна реалізувати узгодженою дією двох лазерів. Цей метод, як правило, використовується для одночасного паралельного запису даних. Один лазер проходить через носій, визначаючи лінію або площину. Потім другий лазер спрямовується в точки на тій лінії або площині, де потрібно здійснити запис. Збіг лазерів у цих точках спричиняє двофотонне поглинання, що приводить до фотохімічного запису.

### Записування послідовним багатофотонним поглинанням
Іншим підходом до покращення чутливості середовища є використання резонансного поглинання двох фотонів (також відомого як «1+1» або «послідовне» двофотонне поглинання). Нерезонансне двофотонне поглинання (яке зазвичай використовується) є слабким, оскільки для того, щоб збудження відбулося, два збуджувальні фотони повинні надходити на хромофор майже одночасно. Це тому, що хромофор не в змозі взаємодіяти з одним окремим фотоном. Однак, якщо хромофор має енергетичний рівень, що відповідає (слабкому) поглинанню одного фотона, то це можна використати як «трамплін», що забезпечує більше свободи у часі надходження фотонів і, отже, значно більшу чутливість. Однак такий підхід призводить до втрати нелінійності, порівняно з нерезонансним поглинанням двох фотонів (оскільки кожен етап поглинання двох фотонів є по суті лінійним), а отже, ризикує поставити під загрозу об'ємну роздільну здатність системи.

### Мікроголографія
У мікроголографії сфокусовані промені світла використовуються для запису голограм субмікрометрового розміру у фоторефракційному матеріалі, як правило, за допомогою колінеарних променів. У процесі записування можна використовувати ті самі типи носіїв, які використовуються в інших типах зберігання голографічних даних, також для формування голограм можна використовувати двофотонні процеси.

### Записування даних під час виготовлення
Дані також можуть створюватися під час виготовленні носіїв, як у більшості форматів оптичних дисків для комерційного поширення даних. У цьому випадку користувач не може записати дані на диск — це формат тільки для читання (ROM). Дані можуть бути записані нелінійно-оптичним методом, але в цьому випадку використання лазерів дуже високої потужності є прийнятним, тому чутливість середовища стає менш важливою.
Продемонстровано також виготовлення дисків, що містять дані, сформовані або надруковані в їх 3D-структурі. Наприклад, диск, що містить дані в тривимірному форматі, може бути сконструйований шляхом утворення стосу з великої кількості дисків, на кожному з яких сформовано або надруковано один шар інформації. Потім отриманий диск ROM можна прочитати за допомогою методу об'ємного читання.

### Інші підходи до записування
Вивчено також інші методики запису даних у трьох вимірах, зокрема: Випалювання постійних спектральних провалів (PSHB), що також дозволяє використати спектральне мультиплексування для збільшення щільності даних. Однак, для уникнення втрати даних, PSHB-носій потребує підтримання надзвичайно низьких температур.
Утворення порожнеч, де в носії інтенсивним лазерним опроміненням утворюються мікроскопічні бульбашки.
Хромофорне полірування, де лазерна переорієнтація хромофорів у структурі носія призводить до читанних змін.

## Процеси зчитування даних
Зчитування даних з об'ємної оптичної пам'яті здійснюється різними способами. Хоча деякі з них покладаються на нелінійність взаємодії світло-речовина для отримання тривимірної роздільної здатності, інші використовують методи, які просторово фільтрують лінійну реакцію носія.
Методи читання включають:
- дофотонне поглинання (в результаті відбувається або поглинання, або флуоресценція). Цей метод є по суті двофотонною мікроскопією.

- лінійне збудження флуоресценції з конфокальним виявленням. Цей метод є по суті конфокальною лазерною сканувальною мікроскопією. Він використовує збудження з набагато меншими потужностями лазера, ніж за двофотонного поглинання, але має деякі потенційні проблеми, оскільки адресне світло взаємодіє з багатьма іншими точками даних, крім тієї, до якої здійснюється звертання.

- вимірювання невеликих різниць показника заломлення між двома станами даних. Цей метод зазвичай використовує фазоконтрастний мікроскоп або конфокальний відбивний мікроскоп. Не потрібно поглинання світла, тому немає ризику пошкодження даних під час читання, але необхідна невідповідність показника заломлення на диску може обмежувати товщину (тобто кількість шарів даних), до якої можна досягти, через накопичення випадкових похибок фронту хвилі, що знижують якість фокусування.

- генерування другої гармоніки була продемонстрована як метод зчитування даних, записаних у поляризованій полімерній матриці[9].

- оптична когерентна томографія[en] також була продемонстрована як метод паралельного зчитування[10].

## Будова носіїв
Активна частина об'ємних оптичних носіїв зазвичай є органічним полімером з легуванням або доданням фотохімічно активних речовин. Як альтернатива використовуються кристалічні та золь-гелеві матеріали.

### Форма носія
Носії для об'ємного оптичного зберігання даних пропонуються у кількох форм-факторах: диск, карта та кристал.
Дисковий носій є розвитком CD/DVD та дозволяє читання та запис здійснювати під час звичного обертання дисків.
Носій у вигляді кредитної картки привабливий з точки зору портативності та зручності, але має меншу ємність, ніж диск.
Кілька авторів наукової фантастики запропонували невеликі тверді тіла, які зберігають величезну кількість інформації, і, в принципі, цього можна досягти за допомогою 5D оптичного зберігання даних.

### Виробництво носіїв
Найпростіший спосіб виготовлення — лиття диска як одного цілого — можливий для деяких систем. Складніший спосіб виготовлення носіїв полягає в пошаровому їх створенні. Це необхідно, якщо дані повинні бути фізично записані під час виробництва. Проте, пошарова конструкція не обов'язково означає склеювання декількох шарів разом. Альтернативою є створення носія в формі, подібній до рулону клейкої стрічки.

## Будова приводу
Привід, призначений для читання та запису об'ємних оптичних носіїв, може мати багато спільного з приводами CD/DVD, особливо якщо форм-фактор та структура носія даних подібні до CD або DVD. Однак існує низка помітних відмінностей, які слід враховувати під час проектування такого накопичувача.

### Лазерний
Особливо, коли використовується двофотонне поглинання, можуть знадобитися потужні лазери, які можуть бути великими, потребувати охолодження та створювати проблеми безпеки. В сучасних оптичних приводах використовують безперервні діодні лазери, що працюють на 780 нм, 658 нм або 405 нм. Об'ємні оптичні накопичувачі можуть вимагати твердотільних лазерів або імпульсних лазерів, і в декількох прикладах використовується довжина хвилі, легко доступна для цих технологій, наприклад 532 нм (зелений). Ці більші лазери складно вбудувати в головку оптичного приводу.

### Корекція змінної сферичної аберації
Оскільки система повинна опрацьовувати різні глибини в середовищі, а на різних глибинах сферична аберація, що виникає на фронті хвилі, є різною, необхідний метод динамічного врахування цих відмінностей. Існує багато можливих методів, які включають оптичні елементи, що обмінюють вхідний і вихідний оптичні шляхи, рухомі елементи, адаптивну оптику та імерсійні об'єктиви.

### Оптична система
У багатьох прикладах об'ємних оптичних систем зберігання даних використовується кілька довжин хвиль (кольорів) світла (наприклад, лазер для читання, лазер для запису, сигнал; іноді для запису потрібні навіть два лазери). Тому, окрім проблем з високою потужністю лазера та змінною сферичною аберацією, оптична система повинна забезпечувати комбінування та розділення цих різних кольорів світла.

### Виявлення
У DVD-накопичувачах сигнал видається з диска відбитим адресним лазерним променем, і тому є дуже інтенсивним. В об'ємному оптичному носії сигнал генерується в межах крихітного адресованого об'єму, тому він значно слабший, ніж лазерне світло. Крім того, флуоресценція від адресованої точки поширюється в усіх напрямках, тому для максимізації сигналу необхідно використовувати спеціальну світлозбиральну оптику.

### Відстеження даних
Після ідентифікації вздовж осі Z, дані з шару отримуються подібно до DVD-дисків. Також продемонстрована можливість використання паралельної або сторінкової адресації. Це дозволяє значно прискорити передавання даних, але вимагає ускладнення просторових модуляторів світла, потужніших лазерів та складнішої обробки даних.

## Проблеми розробки
Попри надзвичайно привабливий характер об'ємного оптичного зберігання даних, розробка комерційної продукції займає багато часу. Це зумовлено обмеженою фінансовою підтримкою на місцях, а також технічними проблемами, серед яких:
Руйнівне читання. Оскільки і зчитування, і запис даних здійснюються лазерними променями, є можливість під час читання втратити деяку частину запису. У цьому випадку повторне зчитування даних може врешті спричинити їх видалення (це також відбувається в матеріалах зі зміною фази, які використовуються в деяких DVD-дисках). Ця проблема вирішується різними способами, такими як використання різних смуг поглинання для кожного з процесів (читання і запис) або використання методу читання, який не передбачає поглинання енергії.
Термодинамічна стійкість. Багато хімічних реакцій, які ніби не відбуваються, насправді відбуваються, хоч і дуже повільно. Крім того, багато реакцій, які вже відбулися, можуть повільно проходити в зворотному напрямку. Оскільки більшість об'ємних носіїв ґрунтуються на хімічних реакціях, то існує ризик, що або незаписані точки повільно стануть записаними, або ж записані точки повільно перетворяться на незаписані. Ця проблема є особливо серйозною для спіропіранів, тому проводяться широкі дослідження з метою пошуку більш стійких хромофорів для об'ємної пам'яті.
Чутливість носія. Двофотонне поглинання є слабким явищем, тому для його виконання зазвичай потрібні лазери високої потужності. Як правило, дослідники використовують титан-сапфірові лазери або Nd:YAG-лазери для збудження, але ці інструменти не підходять для використання у споживчих продуктах.

## Академічна розробка
Значна частина розвитку об'ємного оптичного зберігання даних проводилася в університетах. До груп, які зробили цінний внесок, належать:
- Пітер Ренцепіс[en] — автор цього напряму; нещодавно розробив матеріали, що дозволяють неруйнівне зчитування.
- Вотт Веб[en] розробив двофотонний мікроскоп у Bell Labs і показав об'ємний запис на фоторефракційних носіях.
- Масахіро Ірі (Masahiro Irie) розробив сімейство діарилетенових[en] фотохромних матеріалів[12].
- Йосімаса Кавата (Yoshimasa Kawata), Сатоші Кавата[en] та Зуеїр Секкат (Zouheir Sekkat) розробили і працювали над декількома оптичними системами маніпулювання даними, зокрема із використанням поляризованих полімерних систем[13].
- Кевін Белфілд (Kevin C Belfield) розробляє фотохімічні системи для тривимірного оптичного зберігання даних за допомогою резонансного передавання енергії між молекулами, а також розробляє високоефективні двофотонні матеріали[14].
- Сет Мардер[en] провів більшість ранніх робіт щодо розробки логічних підходів до молекулярної будови хромофорів з високим двофотонним перерізом.
- Том Мілстер (Tom Milster) зробив чималий внесок у теорію об'ємного оптичного зберігання даних.
- Роберт Маклеод (Robert McLeod) вивчив використання мікроголограм для об'ємного оптичного зберігання даних.
- Міні Гу (Min Gu) вивчив конфокальне зчитування та методи його посилення[15][16].

## Комерційна розробка
Крім академічних досліджень, створено кілька компаній для комерціалізації об'ємного оптичного зберігання даних, а деякі великі корпорації також виявили інтерес до технології. Однак поки не ясно, чи вдасться технології досягти успіху на ринку за наявності конкуренції з інших напрямків, таких як жорсткі диски, флеш-пам'ять та голографічне зберігання.
- Call/Recall заснована 1987 року на основі досліджень Пітера Рентзепіса. Використовуючи двофотонний запис (при 25 Мбіт / с з 6,5 пс, 7 нДж, 532 нм імпульсів), однофотонне зчитування (з 635 нм) і імерсійну лінзу з високим NA (1,0), вони зберегли 1 ТБ як 200 шарів диску товщиною 1,2 мм[17]. Вони націлені на підвищення пропускної спроможності до > 5 ТБ і швидкості передавання даних до 250 Мбіт/с протягом року шляхом розробки нових матеріалів, а також використання потужних імпульсних синіх лазерних діодів.
- Mempile розробляють комерційну систему з назвою TeraDisc. У березні 2007 року вони продемонстрували запис та читання 100 шарів інформації на диску товщиною 0.6 мм, а також низькі перехресні завади, високу чутливість та термодинамічну стабільність[18]. Вони мали намір[уточнити] випустити споживчий продукт з червоним лазером 0,6-1,0 ТБ 2010 року та мали дорожню карту розробки продукту з синім лазером на 5 ТБ.
- Компанія Constellation 3D розробила флуоресцентний багатошаровий ПЗП-диск наприкінці 90-х, виготовлений пошарово. Компанія зазнала краху 2002 року, проте інтелектуальну власність (IP) придбала компанія D-Data Inc.[19], яка намагається подати її як цифровий багатошаровий диск (DMD).
- Storex Technologies створена для розробки об'ємних середовищ на основі флуоресцентних світлочутливих стекол та склокерамічних матеріалів. Технологія походить від патентів румунського вченого Еуджена Павела[en], який також є засновником і генеральним директором компанії. На конференції ODS2010 представлено результати щодо зчитування петабайтного оптичного диска за допомогою двох нефлуоресцентних методів.
- Landauer Inc. розробляє носій на основі резонансного двофотонного поглинання в монокристалічному сапфіровому субстраті. У травні 2007 року вони показали запис 20 шарів даних з використанням 2 нДж лазерної енергії (405 нм) для кожної позначки. Частота читання обмежена 10 Мбіт/с через термін флуоресценції[20].
- Colossal Storage має на меті розробити об'ємно-голографічну оптичну технологію зберігання, засновану на фотон-індукованій поляризації електричного поля[en] з використанням лазера на далекому УФ-випромінюванні, щоб отримати значне покращення щодо обсягу даних та швидкості передавання, але поки вони не представили[уточнити] жодного експериментального дослідження або техніко-економічного обґрунтування.
- Microholas, що працює в Берлінському університеті під керівництвом професора Сюзанни Орліч (Susanna Orlic), досягла 75 шарів запису мікроголографічних даних, розділених 4,5 мікрометрами і пропонує щільність даних 10 ГБ на шар[21].
- 3DCD Technology Pty. Ltd. є університетським спін-оф, створеним для розробки об'ємної оптичної технології зберігання на основі матеріалів, запропонованих Даніелем Деєм (Daniel Day) і Мін Гу[en][22].
- Кілька великих технологічних компаній, таких як Fuji, Ricoh та Matsushita, подали заявки на патенти на двофотонно-чутливі матеріали, придатні, зокрема, для об'ємного оптичного зберігання даних, однак вони не повідомили, що розробляють повноцінні рішення для зберігання даних.